# Vernonia denudata
Vernonia denudata là một loài thực vật có hoa trong họ Cúc. Loài này được Hutch. & B.L.Burtt miêu tả khoa học đầu tiên năm 1932.